# Bas Rutten
Pour les articles homonymes, voir Rutten.
Sebastiaan Rutten, né le 24 février 1965 à Tilbourg, est un pratiquant néerlandais d'arts martiaux mixtes (MMA), un commentateur sportif et un acteur. Il a été trois fois « King of Pancrase » ainsi que champion des poids lourds de l'Ultimate Fighting Championship (UFC).
Il est également instructeur diplômé en MTBN Thai Boxing et en Pancrase, ceinture noire 5éme dan en Kyokushin et 2e degré en taekwondo. 
Il est le fondateur du « The Bas Rutten System » et auteur de nombreux ouvrages et vidéos sur le combat libre. Il est aussi le créateur de matériels d'entrainement, notamment le « Bas Body Action System » et a participé à l'élaboration d'un masque d'entrainement.
Dans divers interviews et dans le podcast intitulé JRE, il dit qu'il est à présent l'ambassadeur de la ligue Karate Combat dans laquelle il fait office de conseiller et de commentateur.

## Palmarès en muay-thaï
- Muay Thaï (Pays-Bas - pré-1993)
  - Victoires : 14 KOs
  - Palmarès complet en Muay Thaï : 14-1

## Palmarès en arts martiaux mixtes
- Mixed Martial Arts (Japon et États-Unis - 1993 à 2006)
  - Victoires : 12 (T)KOs - 13 Soumissions - 3 Décisions
  - Défaites : 3 Soumissions - 1 Décision
  - Palmarès complet en MMA : 28-4-1

| Résultat | Adversaire         | Méthode                       | Nom de l'évènement                            | Date       | Round et temps |
| -------- | ------------------ | ----------------------------- | --------------------------------------------- | ---------- | -------------- |
| Victoire | Ruben Villareal    | KO (Leg Kicks)                | WFA-King of the Streets                       | 7/22/2006  | 1 3:24         |
| Victoire | Kevin Randleman    | Décision                      | UFC 20-Battle for the Gold                    | 5/7/1999   | 1 21:00        |
| Victoire | Tsuyoshi Kohsaka   | KO                            | UFC 18-Road to the Heavyweight Title          | 1/8/1999   | 1 14:15        |
| Victoire | Kengo Watanabe     | TKO (Lost Points)             | Pancrase-1998 Anniversary Show                | 9/14/1998  | 1 2:58         |
| Victoire | Keiichiro Yamamiya | Soumission(Rear Naked Choke)  | Pancrase-Alive 11                             | 12/20/1997 | 1 4:58         |
| Victoire | Osami Shibuya      | Soumission(Body Crunch)       | Pancrase-1997 Anniversary Show                | 9/6/1997   | 1 3:15         |
| Victoire | Takaku Fuke        | Soumission                    | Pancrase-Alive 7                              | 6/30/1997  | 1 4:28         |
| Victoire | Kiuma Kunioku      | Décision                      | Pancrase-Alive 4                              | 4/27/1997  | 1 15:00        |
| Egalité  | Osami Shibuya      | Draw                          | Pancrase-Alive 3                              | 3/22/1997  | 1 15:00        |
| Victoire | Ruben Peralta      | Décision                      | Pancrase-Truth 7                              | 10/8/1996  | 1 0:54         |
| Victoire | Masakatsu Funaki   | TKO                           | Pancrase-1996 Anniversary Show                | 9/7/1996   | 1 17:05        |
| Victoire | Jason Delucia      | TKO                           | Pancrase-Truth 6                              | 6/25/1996  | 1 8:48         |
| Victoire | Frank Shamrock     | TKO (coupure)                 | Pancrase-Truth 5                              | 5/16/1996  | 1 11:11        |
| Victoire | Katsuomi Inagaki   | TKO                           | Pancrase-Truth 4                              | 4/8/1996   | 1 14:07        |
| Victoire | Guy Mezger         | Soumission                    | Pancrase-Truth 2                              | 3/2/1996   | 1 19:36        |
| Victoire | Ryushi Yanagisawa  | Soumission (Choke)            | Pancrase-Eyes Of Beast 7                      | 12/14/1995 | 1 27:35        |
| Victoire | Maurice Smith      | Soumission (Choke)            | Pancrase-Eyes Of Beast 6                      | 11/4/1995  | 1 4:34         |
| Victoire | Minoru Suzuki      | Soumission (Guillotine Choke) | Pancrase-1995 Anniversary Show                | 9/1/1995   | 1 15:35        |
| Victoire | Frank Shamrock     | Décision (partagée)           | Pancrase-1995 Neo-Blood Tournament, Round 2   | 7/23/1995  | 1 15:00        |
| Victoire | Jason Delucia      | Soumission                    | Pancrase-Eyes Of Beast 5                      | 6/13/1995  | 1 1:32         |
| Victoire | Maurice Smith      | Soumission                    | Pancrase-Eyes Of Beast 4                      | 5/13/1995  | 1 2:10         |
| Victoire | Takaku Fuke        | Soumission                    | Pancrase-Eyes Of Beast 3                      | 4/8/1995   | 1 1:52         |
| Défaite  | Ken Shamrock       | Soumission                    | Pancrase-Eyes Of Beast 2                      | 3/10/1995  | 1 1:01         |
| Victoire | Manabu Yamada      | TKO                           | Pancrase-Eyes Of Beast 1                      | 1/26/1995  | 1 1:05         |
| Défaite  | Frank Shamrock     | Décision (majoritaire)        | Pancrase-King of Pancrase Tournament, Round 1 | 12/16/1994 | 1 10:00        |
| Victoire | Jason Delucia      | Soumission (Guillotine Choke) | Pancrase-Road To The Championship 5           | 10/15/1994 | 1 1:43         |
| Défaite  | Ken Shamrock       | Soumission                    | Pancrase-Road To The Championship 3           | 7/26/1994  | 1 16:42        |
| Victoire | Minoru Suzuki      | KO                            | Pancrase-Road To The Championship 2           | 7/6/1994   | 1 3:43         |
| Victoire | Yoshiki Takahashi  | TKO                           | Pancrase-Road To The Championship 1           | 5/31/1994  | 1 1:37         |
| Victoire | Vernon White       | Soumission                    | Pancrase-Pancrash! 3                          | 4/21/1994  | 1 1:16         |
| Défaite  | Masakatsu Funaki   | Soumission                    | Pancrase-Pancrash! 1                          | 1/19/1994  | 1 2:58         |
| Victoire | Takaku Fuke        | KO                            | Pancrase-Yes, We are Hybrid Wrestlers 2       | 10/14/1993 | 1 2:03         |
| Victoire | Ryushi Yanagisawa  | KO                            | Pancrase-Yes, We are Hybrid Wrestlers 1       | 9/21/1993  | 1 0:43         |

## Filmographie
- 2017 - 2018 : Kevin Can Wait : Rootger / Rutger
- 2016 : The River Thief : Clyde
- 2015 : Liv et Maddie : Oncle Martucci
- 2015 : Paul Blart: Mall Cop 2 : Henk
- 2014 : Mercy Rule : Coach
- 2012 : Prof poids lourd : Niko
- 2012 : The Roots of Fight
- 2011 - 2012 : Punk Payback
- 2011 : Zookeeper : Le Héros des animaux : Sebastian le loup (voix)
- 2011 : Lights Out : El Guapo
- 2010 : Bad Cop : Dekker
- 2009 : Paul Blart, super vigile : Sergent instructeur
- 2004 : The Eliminator : Dakota Varley
- 2001 : Shadow Fury : Kismet
- 2000 : 2005 : Un gars du Queens : Niles / Emil
- 2000 : Freedom : The Bad Guy
- 2000 : La Loi du fugitif
- 1999 : Le Flic de Shanghai : Roman Van Reit (saison 1 épisode 19)
- 1992 : Shadow of the Dragon : Kismet